# Petróleo en Estados Unidos

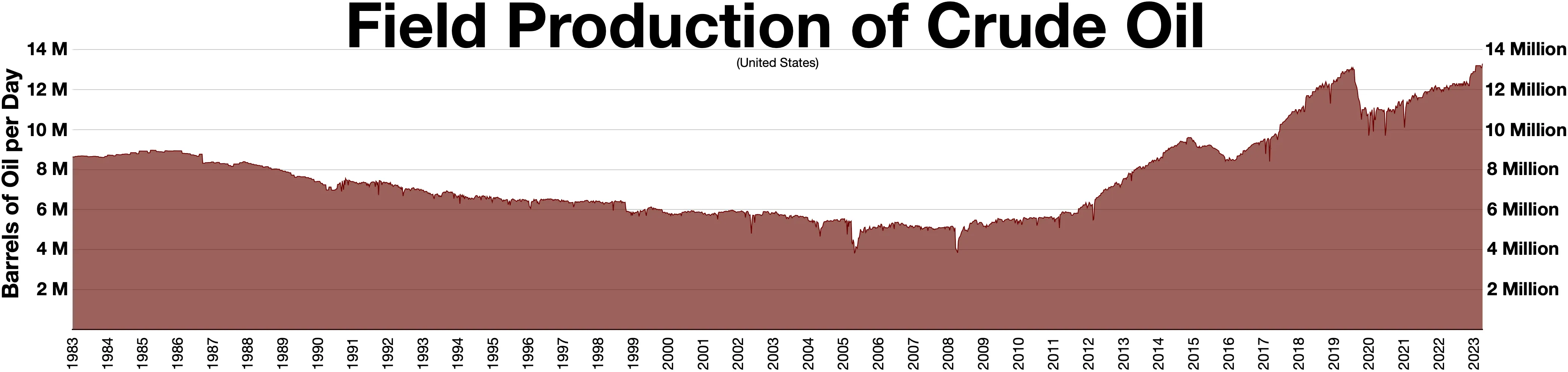
Producción de petróleo crudo en barriles de petróleo al día (promedio del mes)

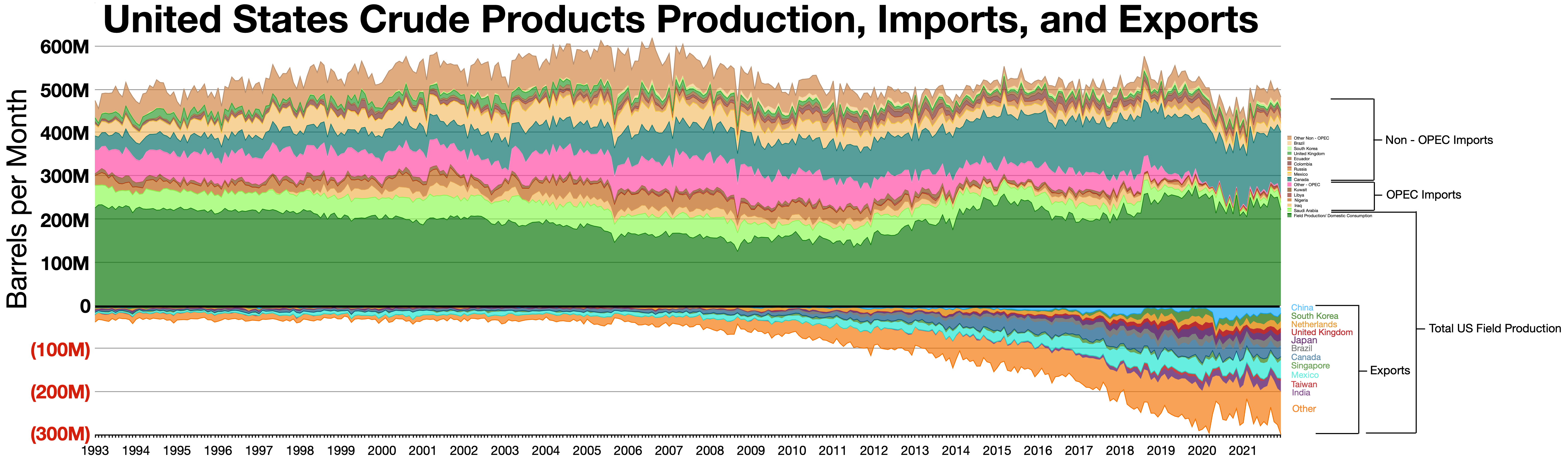
Producción, importaciones y exportaciones de petróleo de Estados Unidos

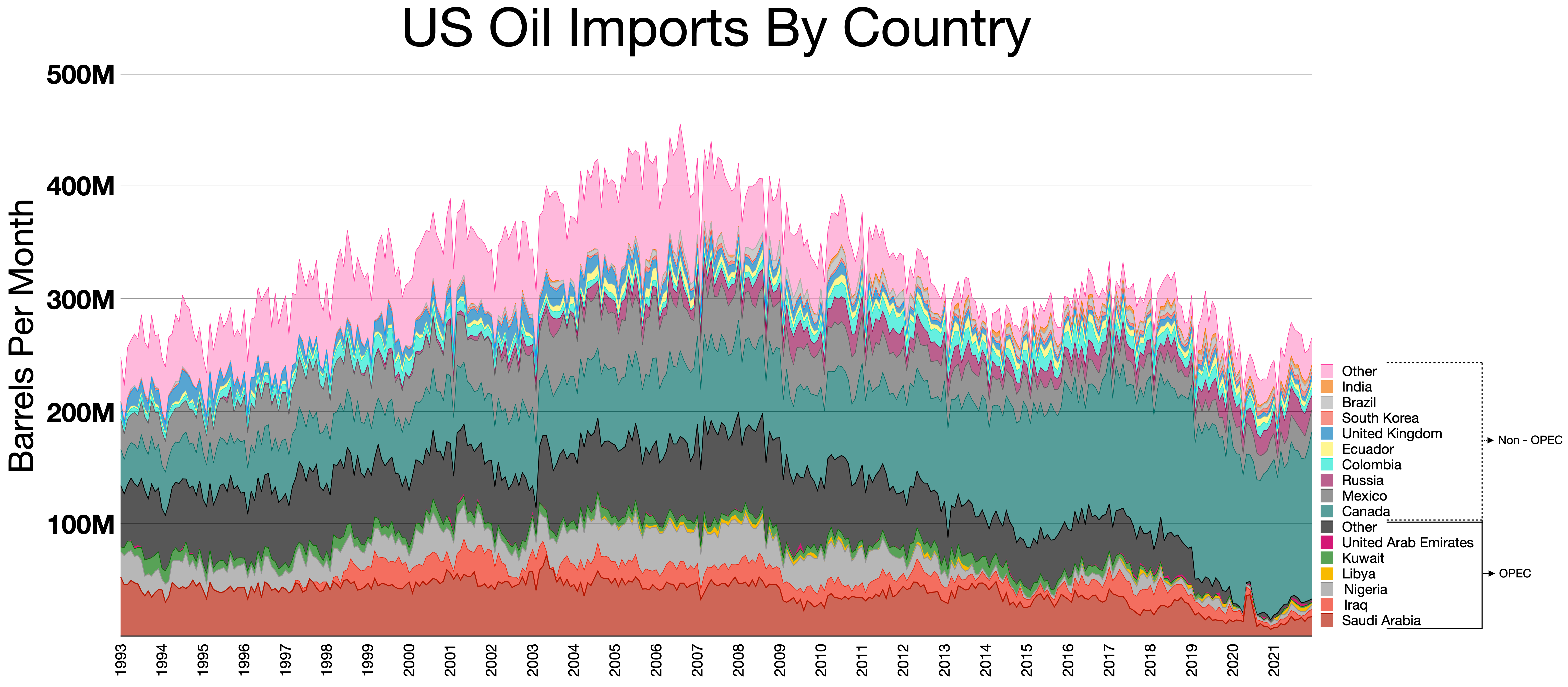
Importación de productos petrolíferos por país

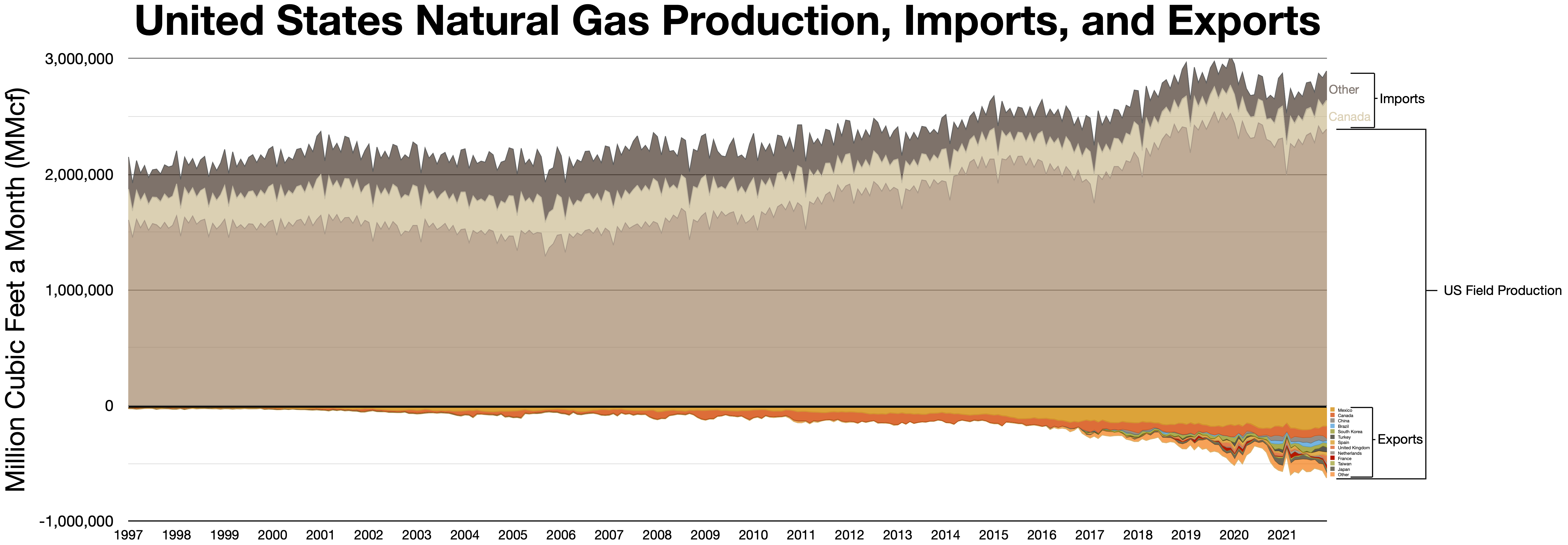
Producción, importaciones y exportaciones de gas natural de Estados Unidos

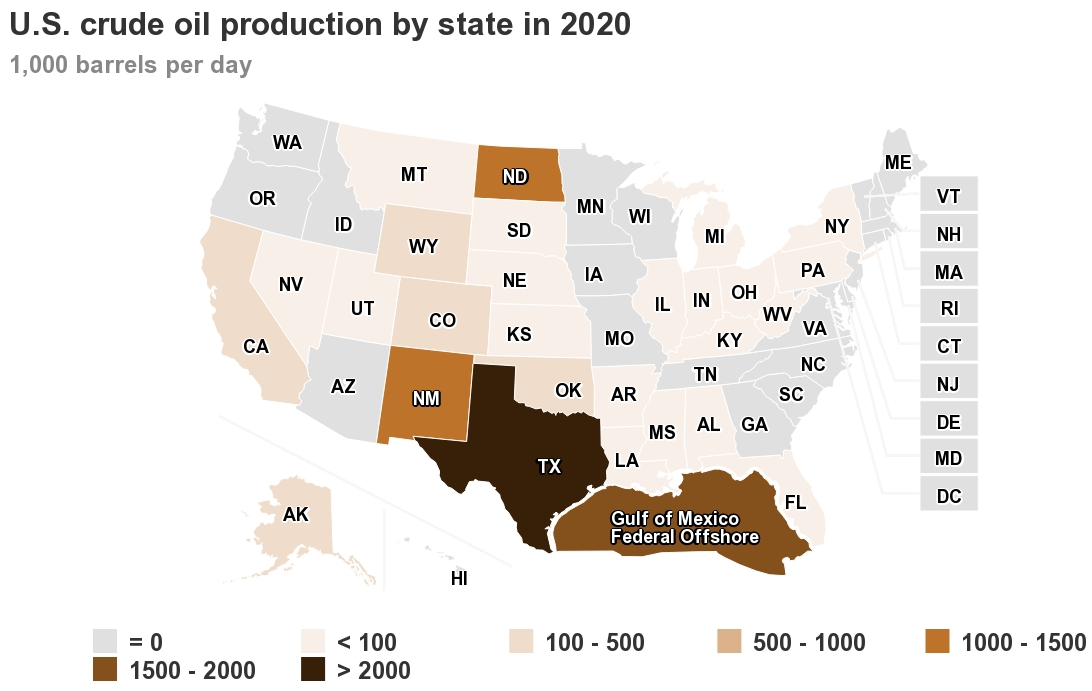
Producción de petróleo por estado 2021

Consumo de energía en Estados Unidos, por fuente, 1776–2018. El eje vertical está en billardos de unidades térmicas inglesas

El petróleo en Estados Unidos ha sido una industria importante desde el descubrimiento de petróleo en el área de Oil Creek de Titusville, Pensilvania en 1859. La industria —que es completamente privada— incluye la exploración, producción, procesamiento (refinamiento), transporte y comercialización de gas natural y productos derivados del petróleo. En el año 2018, Estados Unidos volvió a ser el mayor productor de petróleo crudo del mundo, produciendo el 15 % del petróleo crudo mundial, superando a Rusia y Arabia. La principal zona productora de petróleo de Estados Unidos en 2019 fue Texas (5.1 millones de barriles al día), seguida por la zona federal costera del Golfo de México (1.9 millones de barriles diarios), Dakota del Norte (1.4 millones de b/d) y Nuevo México (0.9 m.b./d). En 2020, los cinco principales estados productores de petróleo del país fueron Texas (43 %), Dakota del Norte (10,4 %), Nuevo México (9,2 %), Oklahoma (4,1 %) y Colorado (4,0 %). En 2022, Nuevo México produjo más petróleo que México.
La industria petrolera extrajo un récord de 4500 millones de barriles de petróleo crudo en los Estados Unidos en 2019 (alrededor de 12,3 millones de barriles por día), con un precio promedio en boca de pozo de $55 dólares estadounidenses por barril. La producción de petróleo de Estados Unidos fue 2.5 veces mayor en 2019 que en 2008 (cuando cayó a su nivel más bajo desde 1946).
La producción de gas natural de Estados Unidos alcanzó nuevos máximos históricos cada año desde 2011 hasta 2014. En 2013, la industria del petróleo y el gas natural sustentaba nueve millones de empleos en los Estados Unidos y representaba el siete por ciento del producto interno bruto de la nación. La producción de gas natural comercializado en 2014 fue de 74 700 millones de pies cúbicos por día, un aumento del 44 % sobre la producción de 51,9 millardos de pies cúbicos por día en 2005. Durante el mismo período, la producción de líquidos de gas natural aumentó un 70 %, de 1,74 millones de barriles por día en 2005 a 2,96 millones de barriles por día en 2014. En abril de 2015, se produjo gas natural a razón de 79 400 millardos de pies cúbicos por día.
En 2014, el petróleo y el gas natural fueron las dos mayores fuentes de energía en los Estados Unidos y en conjunto proporcionaron el 63 % de la energía consumida (el petróleo proporcionó el 35 % y el gas el 28 %). En 2008 Estados Unidos consumió 19.5 millones de barriles diarios de productos derivados del petróleo, de los cuales el 46 % fue gasolina, el 20 % combustible diesel y combustible para calefacción, y el 10 % gas licuado de petróleo. En 2020, Estados Unidos consumió alrededor de 18,19 %millones de barriles por día, que fue la tasa de consumo anual más baja desde 1995, pese al aumento demográfico. El petróleo y el gas natural representaron el 35 % y el 34 % del consumo de energía de Estados Unidos en 2020.

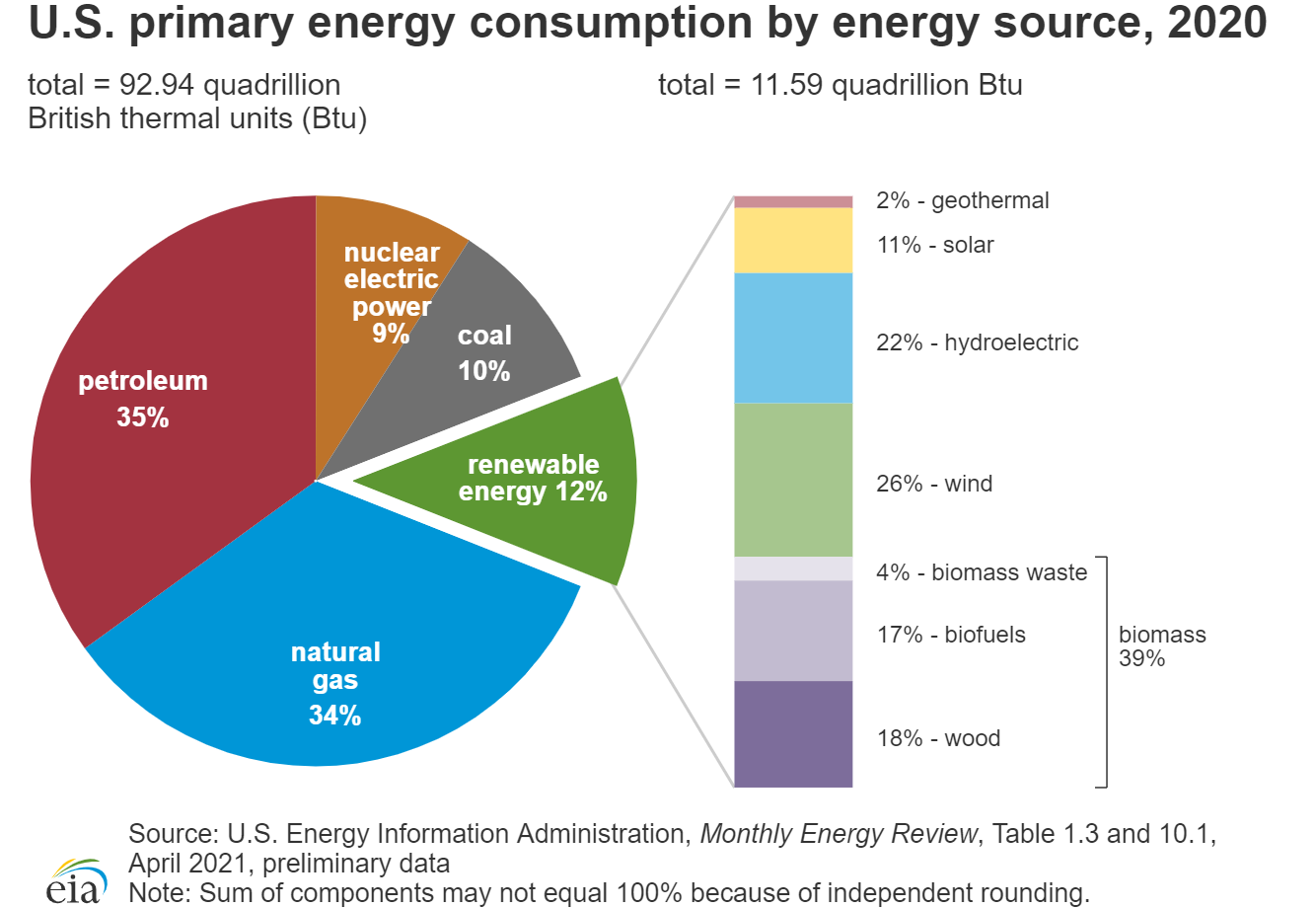
Consumo de energía primaria de EE. UU. por fuente de energía

En 2019, Estados Unidos importó el 9 % del petróleo que utilizó, el nivel más bajo desde 1957. Las mayores fuentes de petróleo importado de Estados Unidos fueron: Canadá (49 %), México (7 %), Arabia (6 %), Rusia (6 %) y Colombia (4 %).
Al 2021, las industrias del petróleo y el gas natural respaldan 10,3 millones de puestos de trabajo y representan el 8 % del PIB de Estados Unidos.
En 2023 EE. UU. produjo solo la semana pasada unos 13 millones de barriles diarios, y es responsable de la mayor parte del crecimiento de la producción del conjunto de países ajenos a la OPEP y permitió la baja del precio del petróleo en 2023 a nivel mundial.

## Estructura industrial
La industria petrolera de los Estados Unidos está compuesta por miles de empresas privadas, dedicadas a la exploración y producción, transporte, refinación, distribución y comercialización de petróleo.  Ninguna empresa es propiedad del gobierno.
La industria a menudo se divide informalmente en upstream (exploración y producción), midstream (transporte y refinación) y downstream (distribución y comercialización). El sector industrial involucrado en la exploración y producción de petróleo es, a todos los efectos prácticos, idéntico al sector de exploración y producción de gas natural, pero el petróleo y el gas natural tienen diferentes sectores intermedios y de producción final.